# Nybryggt
Nybryggt var ett radioprogram som sändes i Sveriges Radio P3 och P4 på lördagar och söndagar under perioden 13 januari 1996–30 september 2007. 
Den allra första sändningen av nybryggt var från Karlstad (13 januari 1996) som höll på i 4 timmar med Joachim Gustafsson (kl 04.00-08.00). Programmet lades ner 2007 med den allra sista sändningen i P3 och P4 den 14 januari 2007 som sändes ifrån SR Blekinge med Tova Nilsson och Sylwia Jaworska (kl 04.00–07.00).
Nybryggt ersätts i stället med programmet Vaken med P3 och P4.
Programmet har sänds omväxlande från SR:s lokala P4 stationer med dessa programledare/producenter:
| Lokal P4 station | Sändningsort | Programledare                                                                                               |
| SR Blekinge      | Karlskrona   | Tova Nilsson, Sylwia Jaworska, Ulrika Wilke, Annelie Lundin, Paula van Riessen                              |
| SR Jämtland      | Östersund    | Johannes Adolfsson (1996-1997), Patrik Jämteborn, Martin Machnow, Markus Frånberg                           |
| SR Jönköping     | Jönköping    | Magnus Nilsson, Jessica Sonelius , Björn Alverfeldt, Jonas Schenell, Anna Sofia Hakenberg, Thomas Zielinski |
| SR Kalmar        | Kalmar       | Ray Matsson, Magnus Krusell                                                                                 |
| SR Värmland      | Karlstad     | Joachim Gustafsson                                                                                          |
| SR Västmanland   | Västerås     | Stefan Lanehed, Cecilia Cedervall, Hanna Eklund, Fredrik Lorenzoni, Erika Andersson, Merja Somalainen       |
| SR Örebro        | Örebro       | Tomas Jennebo                                                                                               |
| SR Östergötland  | Norrköping   | Daniel Klaar, Peter Weyde, Andreas Tosting, Ylva Lundström Frid                                             |

### Fotnoter
1. ↑  ”Svensk mediedatabas”. http://smdb.kb.se/catalog/search?q=Nybryggt+typ%3Aradio&sort=OLDEST. Läst 16 april 2011.